# 1796 en philosophie
Chronologie de la philosophie
- 1792
- 1793
- 1794
- 1795
- 1796
- 1797
- 1798
- 1799
- 1800

L’année 1796 a été marquée, en philosophie, par les événements suivants :

## Décès
- 25 juin : Johann Philipp Siebenkees (né le 4 octobre 1759 à Nuremberg ) est un philosophe allemand du XVIIIe siècle.
- 7 octobre à Glasgow : Thomas Reid, né le 26 avril 1710 à Strachan, philosophe britannique contemporain de David Hume, fondateur de l'école écossaise du sens commun.